# Storia di Osasco (Brasile)
Osasco è un comune brasiliano nello  Stato di San Paolo. Dall'insediamento  coloniale fino alla sua emancipazione nel 1962, Osasco fece parte del comune di San Paolo. Nei primordi, il territorio dell'attuale comune si chiamava vila de Quitaúna.

## Periodo pre-cabralino
Osasco era abitata da svariate tribù indigene, del ceppo tupi-guarani, che abitavano la regione prima del periodo pre-cabralino. La fertilità del suolo attraversato da torrenti e fiumi favoriva la caccia, la pesca, l'agricoltura e lo sfruttamento estrattivo della regione.

## Periodo coloniale
Il primo nucleo di insediamento coloniale fu il villaggio di Quitaúna; era un villaggio povero, frequentato da bandeirantes. Fu fondato nel secolo XVII, e vi risiedette il bandeirante Antônio Raposo Tavares, che in seguito asseritamente vi sarebbe stato sepolto. Il villaggio fu abbandonato nel secolo XVIII. A causa della scoperta dell'oro, i bandeirantes che prima abitavano nel villaggio si trasferirono nel Minas Gerais.

## Periodo moderno

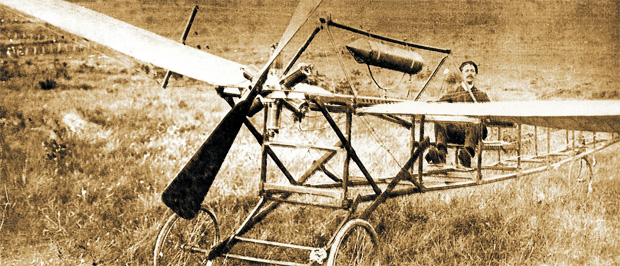
Sensaud de Lavaud sul suo aereo ad Osasco.

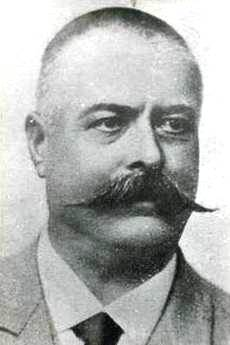
Antonio Giuseppe Agù

Nella zona dove oggi sorge Osasco e nei dintorni di essa c'erano diverse fattorie e piccole aziende agricole. 
Si suppone che in zona vi fosse una ferrovia dei magnati del caffè con una modesta stazione. Ai margini del fiume Tietê, nel secolo XIX c'era un paese di pescatori e anche grandi fattorie. Una di esse fu venduta all'italiano Antonio Agù, ed un'altra al portoghese Manuel Rodrigues, due immigrati che iniziarono la storia della città.
Antonio Agù era proprietario di diverse imprese e terreni in zona, e, nel 1887, comprò un terreno al chilometro 16 della ferrovia Sorocabana. Intorno al 1890 decise di espandere la sua piccola azienda di laterizi, e invitò l'industriale Dimitri Sensaud de Lavaud ad entrare in società. La ditta che produceva mattoni e tegole cominciò a fabbricare anche condutture e piastrelle, dando origine alla prima industria della città.
Dopo varie iniziative, nel 1895 Agù costruì la stazione ferroviaria e diverse abitazioni per ospitare gli operai che arrivavano in città per lavorare. I dirigenti della ferrovia volevano intitolare la stazione al principale imprenditore della regione, ma Antonio Agù preferì rendere omaggio al suo paese natale italiano: Osasco (in Piemonte). In questo periodo Antonio Agù, sposato con Josefina Vinco, progettò strade nella zona dell'attuale centro e dedicò una strada alla sua prima e unica figlia: Primitiva Vinco.
Da quel momento in poi Osasco, nome con cui la zona divenne nota, non smise di crescere. Vi si stabilirono molti noti commercianti e importanti industrie. Per far funzionare le macchine di queste industrie fu assunta manodopera immigrante. Questi immigranti venivano principalmente da Italia, Spagna, Portogallo, Germania. Con l'aumento della massa di lavoratori, divenne anche possibile sviluppare il commercio, praticato principalmente dalle comunità armena, libanese ed ebraica. Nella zona rurale, molti immigrati giapponesi coltivavano ortaggi e legumi. Questa mescolanza di immigrati caratterizza la composizione etnica originaria dell'attuale comune. Più tardi arrivarono immigrati dall'interno: San Paolo, Minas Gerais, Paraná, Rio Grande do Sul e Nordeste. Fu ad Osasco che ebbe luogo il primo volo in America Latina, il 7 gennaio 1910, effettuato dall'appassionato imprenditore immigrato Dimitri Sensaud de Lavaud.

## Costituzione dell'ente locale
Il 31 dicembre 1918 l'allora villaggio di Osasco divenne un distretto di pace del comune di San Paolo in forza della legge statale n. 1634.
Con il decreto-legge statale n. 9073 del 31 marzo 1938, Osasco divenne la quindicesima zona distrettuale del comune di San Paolo. Nel 1944, con il decreto-legge statale n. 14334 del 30 novembre, Osasco direbbe il quattordicesimo sottodistretto di San Paolo (la nona zona distrettuale di São Miguel divenne il distretto di Baquiviru, provocando un cambiamento nel numero d'ordine).
Nel 1953 si tenne il primo plebiscito per l'emancipazione del sottodistretto. Il movimento autonomista dovette affrontare molte resistenze e ostacoli, ma dopo il secondo plebiscito l'emancipazione divenne realtà.
Alla fine Osasco fu elevata alla categoria di comune con legge dello Stato n. 5285 del 18 febbraio 1959. La nuova amministrazione comunale si insediò solo tre anni dopo, il 19 febbraio 1962.

## Periodo contemporaneo
Osasco proseguì prosperamente la sua attività industriale negli anni 1970, e cominciò ad accogliere una gran quantità di persone provenienti dalla Regione Metropolitana di San Paolo. Negli anni 1980 la città divenne nota per la violenza e la povertà che affliggevano i suoi quartieri settentrionali. Con il ritorno alla democrazia, Osasco attraversò una fase in cui si ridimensionava il suo aspetto industriale, e iniziavano investimenti in infrastrutture e servizi. Questa tendenza si avverte anche ai nostri giorni.

## Eventi di rilievo nel territorio comunale
- Lo sciopero del Cobrasma avvenne il 16 luglio 1988. I lavoratori manifestarono contro la morte di loro colleghi nelle fornaci, le condizioni di lavoro sfavorevoli e l'abbassamento dei saldi. Questo atto era già un principio di resistenza contro il regime militare dell'epoca.
- L'esplosione di Osasco Plaza Shopping l'11 giugno 1996. Ne fu causa una fuga sotterranea di gas. Morirono 42 persone e altre 300 resteranno ferite gravemente. Questo incidente ebbe risalto sugli organi di informazione nazionali e internazionali.[15]